# Henryk Cześnik
Henryk Cześnik (ur. 12 kwietnia 1951 w Sopocie) – polski malarz, rysownik, profesor Akademii Sztuk Pięknych w Gdańsku.

## Życiorys
Syn Zygmunta Wita. Ukończył I LO w Sopocie. Od roku 1972 studiował na Wydziale Malarstwa w PWSSP w Gdańsku. Dyplom z malarstwa i grafiki uzyskał w 1977 roku w Pracowni Malarstwa prof. Kazimierza Ostrowskiego. Od 1979 roku pracuje jako pedagog na macierzystej uczelni. W 1991 roku uzyskał kwalifikacje II stopnia w dziedzinie sztuk plastycznych w dyscyplinie artystycznej malarstwo. W 1994 roku otrzymał tytuł profesora nadzwyczajnego. Od 2003 roku jest profesorem na Akademii Sztuk Pięknych w Gdańsku, gdzie kieruje Pracownią Malarstwa dyplomującą na Wydziale Malarstwa i Grafiki. W latach 2007–2010 był członkiem Komisji Ministerstwa Kultury i Dziedzictwa Narodowego ds. oceny szkół artystycznych.
Uprawia malarstwo, rysunek, scenografię, zajmuje się aranżacją wystaw, a także gra w filmach fabularnych: Sztos, Chłopaki nie płaczą, Sztos 2.  Jego prace znajdują się w zbiorach m.in. Muzeów Narodowych w Warszawie, Gdańsku, Szczecinie, Muzeum Okręgowego im. Leona Wyczółkowskiego w Bydgoszczy, muzeów w Moskwie, Sofii, Dreźnie, Państwowej Galerii Sztuki w Sopocie oraz wielu kolekcjach prywatnych w kraju i za granicą.

## Odznaczenia
- Brązowy Medal „Zasłużony Kulturze Gloria Artis” (5 grudnia 2019)[8]
- Odznaka honorowa „Zasłużony dla Kultury Polskiej” (2015)[9][10]

## Nagrody
- I nagroda w konkursie malarstwa w Frankenthal w Niemczech (1983)
- I nagroda w dziedzinie malarstwa Biennale Sztuki Gdańskiej (1983, 1987)[11]
- Nagroda Artystyczna Gdańskiego Towarzystwa Przyjaciół Sztuki (1987)
- Nagroda im. Cypriana Kamila Norwida (1988)
- Stypendysta-rezydent Atelierhaus w Worpswede w Niemczech (1989)[6]
- Nagroda Wojewody Gdańskiego w dziedzinie plastyki za rok 1989 (1990)
- Nagroda Sopocka Muza (2006)
- Nagroda Rektora ASP w Gdańsku I stopnia za wybitne osiągnięcia artystyczne (2008)
- Nagroda im. Kazimierza Ostrowskiego (2018)
- Pomorska Nagroda Artystyczna (2018)
- Nagroda Prezydenta Miasta Gdańska w Dziedzinie Kultury z okazji jubileuszu 30-lecia pracy dydaktycznej (2009)[12]
- Nagroda Prezydenta Miasta Gdańska w Dziedzinie Kultury z okazji jubileuszu 40-lecia pracy twórczej (2019)[12]